# Carolina Moreno Tena
Carolina Moreno Tena   (Badalona, 1973) és una traductora i professora catalana especialitzada en la llengua sueca. Actualment n'ensenya a l'Escola Oficial d'Idiomes, així com també estudis literaris, suec i literatura escandinava a la Universitat de Barcelona i a l'Escola d’Idiomes Moderns de la mateixa universitat.
A partir del seu debut com a traductora literària el 2002, ha traduït al català autors suecs i noruecs clàssics i contemporanis, tant de llibres adults com d'infantils i juvenils, i de diversos gèneres (novel·la, assaig, teatre i poesia). A banda, ha publicat diversos articles sobre literatura escandinava i traducció literària, i ha participat en clubs de lectura, seminaris i taules rodones entorn d'aquests temes.

## Formació
El 2002 es va llicenciar en Teoria de la Literatura i Literatura Comparada a la Universitat de Barcelona. De bon començament, va voler conèixer l'alemany i la literatura alemanya; però després li va créixer l'interès pels equivalents de Suècia i més endavant va poder cursar-hi part dels estudis, concretament a Bräkne-Hoby (Blekinge). D'aleshores ençà, el seu lligam amb la literatura i la llengua del dit país ha romàs fort. Després, el 2006, va obtenir un Diploma d'Estudis Avançats a la Universitat de Girona.

## Traduccions al català
- La noia de les taronges de Jostein Gaarder (Editorial Empúries, 2003), del noruec[6][7]
- Filologia de la Weltliteratur d'Erich Auerbach dins el número 21 de L'Espill (revista) (Universitat de València, 2006)[6]
- La muntanya de les tres coves de Per Olov Enquist (Editorial Cruïlla, 2007)[8]
- Amb l'alè al clatell de Henning Mankell (Tusquets Editors, 2012)[9][10]
- El doctor Glas de Hjalmar Söderberg (Adesiara, 2012)[11][12]
- La petita Messi i el seu oncle estimat de Pija Lindenbaum (Takatuka, 2009)[13][14]
- Apropiació indeguda de Lena Andersson (Angle Editorial, 2015)[6]
- Tot sol d'August Strindberg (L'Avenç, 2015)[1][15]
- Sortir a robar cavalls de Per Petterson (Club Editor, 2016)[16]
- El viatge de Pere l'afortunat ; La més forta ; Dansa de mort ; La sonata dels espectres ; Escrits sobre teatre d'August Strindberg (Comanegra, 2017), conjuntament amb Feliu Formosa[17]
- El Quim i les barbies de Pija Lindenbaum (Gato Sueco, 2017)[18]
- El carreter de Selma Lagerlöf (Adesiara, 2017)[19]
- La gent de Hemsö d'August Strindberg (L'Avenç, 2018)[1]
- El Llop de Sorra d'Åsa Lind (Kalandraka, 2019), guardonat amb el 16è Premi Atrapallibres en la categoria de 9 anys[20][21]
- Final de Karl Ove Knausgård (L'Altra Editorial, 2019), del noruec[22]
- La Valentina i el Llop de Sorra d'Åsa Lind (Kalandraka, 2021)[23]
- Una dolça venjança de Jonas Jonasson (La Campana, 2021)[24]
- Nusos de Gunnhild Øyehaug (Nits Blanques Edicions, 2021)[13][25]
- Benvinguts a Amèrica de Linda Boström Knausgård (Les Hores, 2021)[1]
- Els supervivents d'Alex Schulman (Columna Edicions, 2022)[26]
- Filla d'octubre de Linda Boström Knausgård (Les Hores, 2022)[1][27]

## Traduccions al castellà
- La pequeña Messi y su querido tío de Pija Lindenbaum (Takatuka, 2009)[28]
- ¿Qué es en realidad el fascismo? de Kalle Johansson i Lena Berggren (Takatuka, 2020)[29][30]